# Élie Semoun

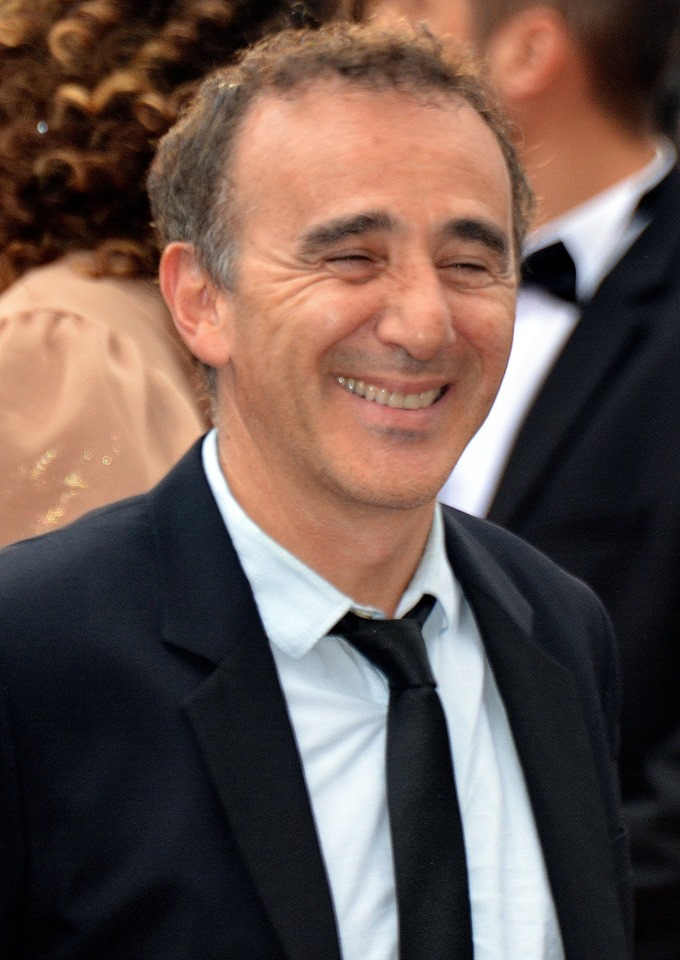
Élie Semoun (2019)

Élie Semoun (bürgerlicher Name: Elie Semhoun, * 16. Oktober 1963 in Paris) ist ein französischer Humorist, Autor, Schriftsteller und Sänger.

## Leben
Semoun wurde in einer jüdisch-marokkanischen Familie geboren. Im Alter von 17 Jahren hatte er bereits zwei Gedichtsammlungen und zwei Theaterstücke (La Pièce décousue und La Pièce d'identité, deutsch: Das aufgetrennte Stück und Der Personalausweis) geschrieben. Seine Karriere als Humorist begann 1990 mit seinem Mitstreiter Dieudonné. Seinen ersten Auftritt hatte er 1991 im legendären Café de la Gare. Daraufhin folgen erfolgreiche Auftritte im Splendid, im Palais des Glaces und im Casino de Paris. Semoun und Dieudonné bildeten eines der populärsten Comedy-Duos der 1990er-Jahre. Im Jahr 1997 trennt sich das Duo. Semoun hat seit der Trennung eine komplizierte und gespannte Beziehung zu seinem früheren Mitstreiter. Zunächst verfeindet, dann versöhnt, entfernten sie sich anlässlich öffentlicher, durch politische Stellungnahmen von Dieudonné hervorgerufene Polemiken erneut voneinander.
Semoun blieb mit Les petites annonces (deutsch: Kleinanzeigen) mit Franck Dubosc erfolgreich und trat mit seiner One-Man-Show Élie et Semoun (deutsch: Élie und Semoun) auf. Er unterstützte Bertrand Delanoë bei der Pariser Bürgermeisterwahl 2001 und Lionel Jospin bei den Präsidentschaftswahlen 2002. Im Jahr 2003 veröffentlichte er das französische Varieté-Album Chansons. Anfang 2005 kam sein mit Franck Dubosc und Muriel Robin verfasstes neues Stück Élie Semoun se prend pour qui? (deutsch: Für wen hält sich Élie Semoun?) heraus. Im Jahr 2007 kam sein neues Album Sur le fil (deutsch: Auf dem Faden) heraus. Im Sommer 2007 spielte er letztmals seine Aufführung Élie Semoun se prend pour qui? in den Arenen von Doué-la-Fontaine anlässlich des Festivals von Anjou. Im Jahr 2008 wurden Witze von Élie Semoun auf der Verpackungsinnenseite der französischen Carambar-Kaubonbons veröffentlicht, die außerdem im Marketing-Konzept der Bonbons verwendet werden. Gastauftritte in Filmen absolvierte er unter anderem in den Komödien 15 ans et demi … (2008) und Monsieur Claude und seine Töchter (2014).
Semoun ist der Cousin ersten Grades von Patrick Bruel.

## Stücke
Élie Semoun hat mehrere Bühnenprogramme entwickelt, darunter:
- Élie et Dieudonné (deutsch: Élie und Dieudonné)
- Élie au Palais des Glaces (deutsch: Élie im Eispalast, seine erste One-Man-Show)
- Élie à l'Olympia (deutsch: Élie im Olympia)
- Élie Semoun se prend pour qui? (deutsch: Für wen hält sich Élie Semoun?)

Er veröffentlichte verschiedene DVDs mit Franck Dubosc und zahlreichen Gastauftritten:
- Élie Annonce Semoun (deutsch: Élie kündigt Semoun an)
- Les petites annonces d'Élie (deutsch: Élies Kleinanzeigen)

## Filmografie (Auswahl)
- 1995: Alles kein Problem (Les trois frères)
- 1998: Le clone
- 1999: Stringer – Duell mit dem Tod (Stringer)
- 1999: Les grandes bouches
- 1999: Les parasites
- 2004: Die Daltons gegen Lucky Luke (Les Dalton)
- 2004: Der Partykönig von Ibizza (People)
- 2005: Riviera
- 2005: In äußerster Bedrängnis (Aux abois)
- 2008: Asterix bei den Olympischen Spielen (Astérix aux jeux olympiques)
- 2010: Glück auf Umwegen (La Chance de ma vie)
- 2014: Monsieur Claude und seine Töchter (Qu'est-ce qu'on a fait au Bon Dieu?)
- 2012: Porn in the Hood – Die Gang ohne Bang (Les Kaïra)
- 2021: 8 Rue de l’Humanité